# Колін Колдервуд
Колін Колдервуд (англ. Colin Calderwood, нар. 20 січня 1965, Странрар) — шотландський футболіст, захисник. По завершенні ігрової кар'єри — тренер.

## Клубна кар'єра
У дорослому футболі дебютував 1982 року виступами за «Менсфілд Таун», в якому провів три сезони, взявши участь у 100 матчах чемпіонату.
Своєю грою за цю команду привернув увагу представників тренерського штабу клубу «Свіндон Таун», до складу якого приєднався 1985 року. Відіграв за команду з Свіндона наступні вісім сезонів своєї ігрової кар'єри. Більшість часу, проведеного у складі «Свіндон Таун», був основним гравцем захисту команди.
1993 року уклав контракт з клубом «Тоттенхем Хотспур», у складі якого провів наступні шість років своєї кар'єри гравця. Граючи у складі «Тоттенхем Хотспур» також здебільшого виходив на поле в основному складі команди.
Згодом, з 1999 по 2001 рік, грав у складі клубів «Астон Вілла» та «Ноттінгем Форест».
Завершив професійну ігрову кар'єру у «Ноттс Каунті», за який виступав 2001 року.

## Виступи за збірну
1995 року дебютував в офіційних матчах у складі національної збірної Шотландії. Протягом кар'єри у національній команді, яка тривала 5 років, провів у формі головної команди країни 36 матчів, забивши 1 гол.
У складі збірної був учасником чемпіонату світу 1998 року у Франції.

## Кар'єра тренера
Розпочав тренерську кар'єру невдовзі по завершенні кар'єри гравця, 9 жовтня 2003 року, очоливши тренерський штаб клубу «Нортгемптон Таун».
З 30 травня 2006 по 26 грудня 2008 року очолював команду клубу «Ноттінгем Форест».
У січні-лютому 2009 року недовго був виконувачем обов'язків тренера «Ньюкасл Юнайтед».
Наразі останнім місцем тренерської роботи є «Гіберніан», який Колін Колдервуд очолював з 18 жовтня 2010 по 6 листопада 2011 року.